# Wade Cunningham
Wade Cunningham, född den 19 augusti 1984 är en nyzeeländsk racerförare.

## Racingkarriär
Cunningham vann Gokart-VM 2003, och flyttade sedan till USA där han vann Infiniti Pro Series 2005. Han har testad bilar i IndyCar Series under 2008, men inte haft någon körning, men han kan få en styring i IndyCar till 2009.